# Сибирь (автодорога)
Федера́льная автомоби́льная доро́га Р255 «Сиби́рь» (до 1 января 2018 года также именовалась М53) — автомобильная дорога федерального значения Новосибирск — (Томск) — Кемерово — Красноярск — Иркутск. Проходит по территории Новосибирской, Томской, Кемеровской, Иркутской областей и Красноярского края. Протяжённость автодороги — 1 860 километров.
Дорога является формальным продолжением на восток трассы Р254 «Иртыш» и 32Р-47, вместе с которой входит в состав азиатского маршрута AH6.

## Маршрут
- Покрытие дороги асфальтобетонное с шириной проезжей части 7 м.
- Вначале трасса дороги проходит в условиях равнинной местности.
- Климат континентальный с жарким летом и умеренно суровой малоснежной зимой.
- Ряд участков дороги является опасным для движения и требует особого внимания водителя:
  - с крутыми спусками и подъёмами (60 км, 139 км, 242 км, 305 км, 655 км, 809 км, 1470 км, 1575 км);
  - с крутыми поворотами (41 км, 227 км, 482 км, 548 км, 1364 км, 1464 км, 1487 км);
  - с ограниченной видимостью (235 км, 346 км, 483 км).
- Дорога пересекает значительные реки: Томь (у Кемерова), Кию (у Мариинска), Чулым (у Ачинска), Енисей (у Красноярска), Кан (у Канска), Бирюсу (у Тайшета), Уду (в Нижнеудинске), Оку (у Зимы), Ию (в Тулуне), Белую (в Мальте) и Иркут (в Иркутске).
- Посты ДПС: 245, 295, 653, 755, 808, 845, 931, 1049, 1372, 1626, 1811, 1834.

Расстояния до объектов даны в километрах от начала дороги, в скобках даны удаления объектов от магистрали в километрах.
- Пункты питания расположены по трассе в среднем через 50-60 км.

Автодорога начинается в Новосибирске выездом в северном направлении на города Кемерово и Томск. На выезде из Новосибирска тридцатикилометровый участок является четырёхполосным с бетонным разделителем встречных потоков. У города Юрги есть поворот на Томск. Для подхода к нему существует отдельный подъезд, также именуемый «Р255» (подъезд к городу Томск), а автодорога «Сибирь» продолжается в сторону Красноярска, проходя через города Кемерово и Мариинск Кемеровской области и Ачинск Красноярского края.
В ноябре 2024 года открыт объезд Кемерова. Протяженность северо-западного обхода города составляет 47,6 км, с четырьмя транспортными развязками, 12 мостами и экодуком. Объезд выполнен с 4 полосами для движения (по 2 в каждом направлении), металлическим разделительным барьером, ограничение скорости для легковых автомобилей составляет 110 км/ч. 
Участок Кемерово — Мариинск начинается серпантином среди тайги, затем дорога выравнивается, вторая половина проходит ровно и спокойно. В ноябре 2020 года введён в эксплуатацию обход города Мариинска.
Участок Мариинск — Ачинск также спокоен. Примерно посередине — комплекс кафе и мотелей. В Ачинске, помимо продолжения автодороги Р255 в сторону Красноярска, начинается автодорога в южном направлении — в Хакасию, выводящая на трассу Р257 (бывшую М54) «Енисей».
От посёлка Шушково (703—722 км, 747—759 км, 787—802 км (рядом с аэропортом Емельяново) и сам подъезд к Красноярску) дорога расширяется.
В 36 км от Козульки находится круговой перекрёсток, где начинается дорога до трассы Р257 «Енисей» Красноярск — Кызыл — госграница. Первый выезд с перекрёстка — на Р257, следующий — на Красноярск.
Трасса Р255 обходит Красноярск по автодороге «Глубокий обход города Красноярска» по мосту через Енисей и уходит дальше на восток в направлении Иркутска. В декабре 2024 года открыто движение по южному обходу Канска. По состоянию на конец 2024 года без обходов остаются такие крупные населённые пункты, как Нижнеудинск и Тулун, необходимость движения сквозь города вызывает неудобства как у водителей транзитного транспорта, так и у местных жителей. Власти признают необходимость строительства обходов, но строительные работы на данный момент не начаты. Помимо населённых пунктов, большую проблему для движения к востоку от Красноярска представляют пересечения с Транссибирской железнодорожной магистралью в одном уровне. Высокая интенсивность движения поездов создаёт значительные проблемы для движения автомобилей, скапливаются пробки. В 2025 году планируется начать строительства обхода Шерагула с путепроводом через железнодорожные пути, открытие движение запланировано на 2027 год. Обход села Нижний Ингаш, возле которого расположены сразу два переезда, планируется построить к 2030 году.
На участке от Усолья-Сибирского до въезда в Иркутск (1797—1872 км) трасса четырёхполосная, обход Усолья-Сибирского открыт в ноябре 2024 года
Перед Иркутском в 2010 году введена в эксплуатацию объездная автодорога, напрямую связавшая автодорогу Р255 с трассой Р258 «Байкал».
12 августа 2015 года были открыты свежеотремонтированные участки на федеральной трассе Р255 «Сибирь» — путепровод в Нижнеудинском районе на 1362 км и 17-километровый отрезок магистрали на границе Нижеудинского и Тулунского районов (с 1437 по 1454 км), у сёл Шеберта и Будагово. Этот участок был последним гравийным разрывом на федеральной автодороге не только в Иркутской области, но и на всём расстоянии от Москвы до Владивостока. После этого Транссибирская автодорога на всем протяжении стала асфальтированной.

## Галерея

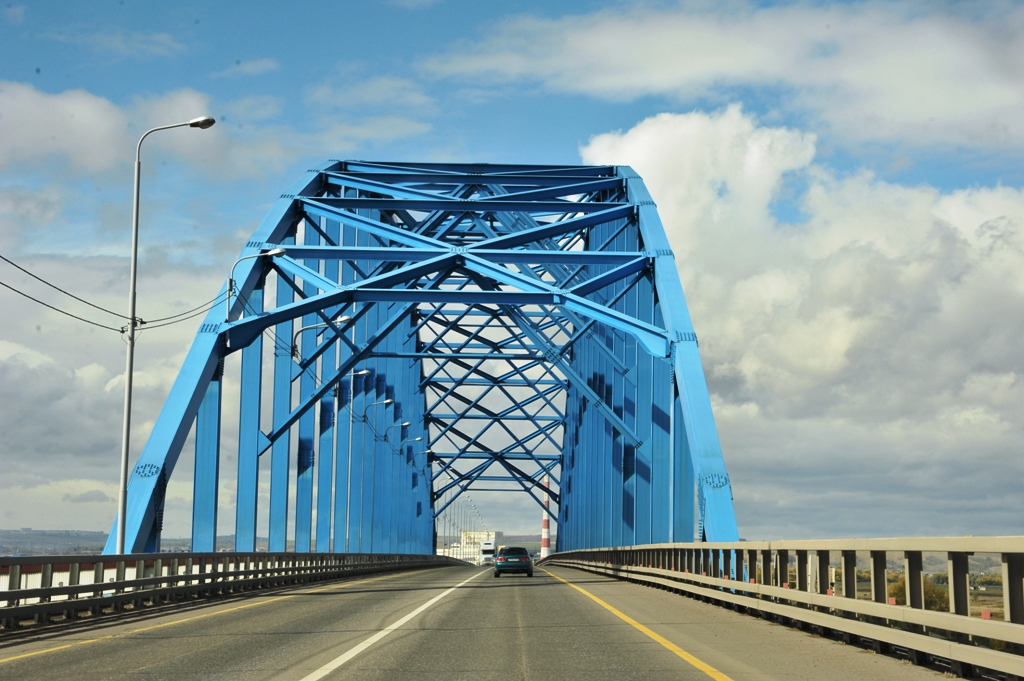
Мост через Енисей по дороге в обход Красноярска.
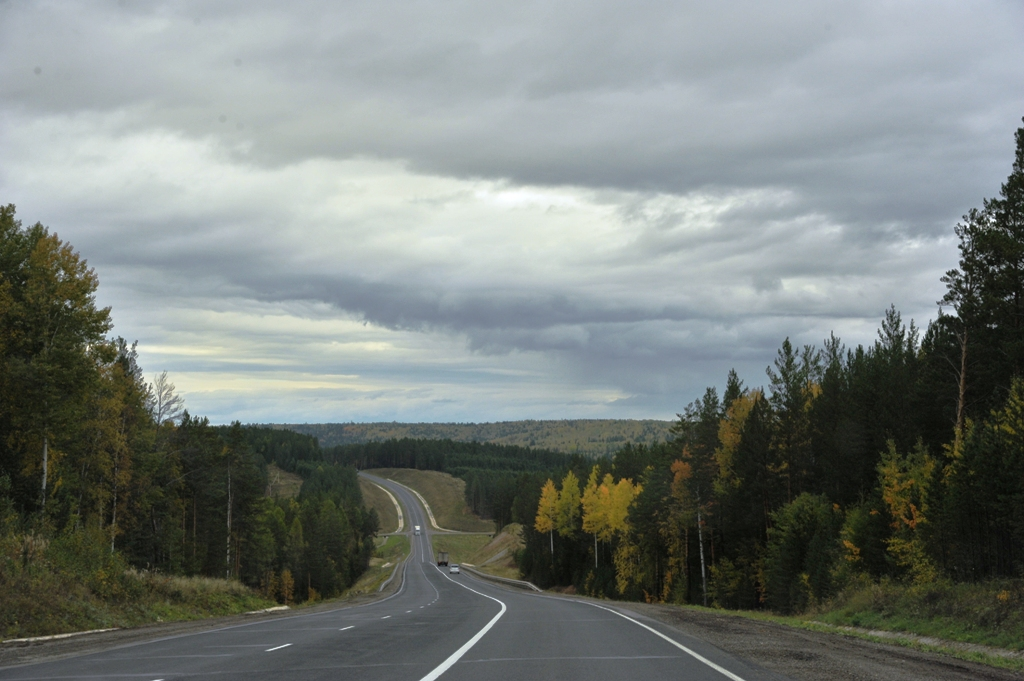
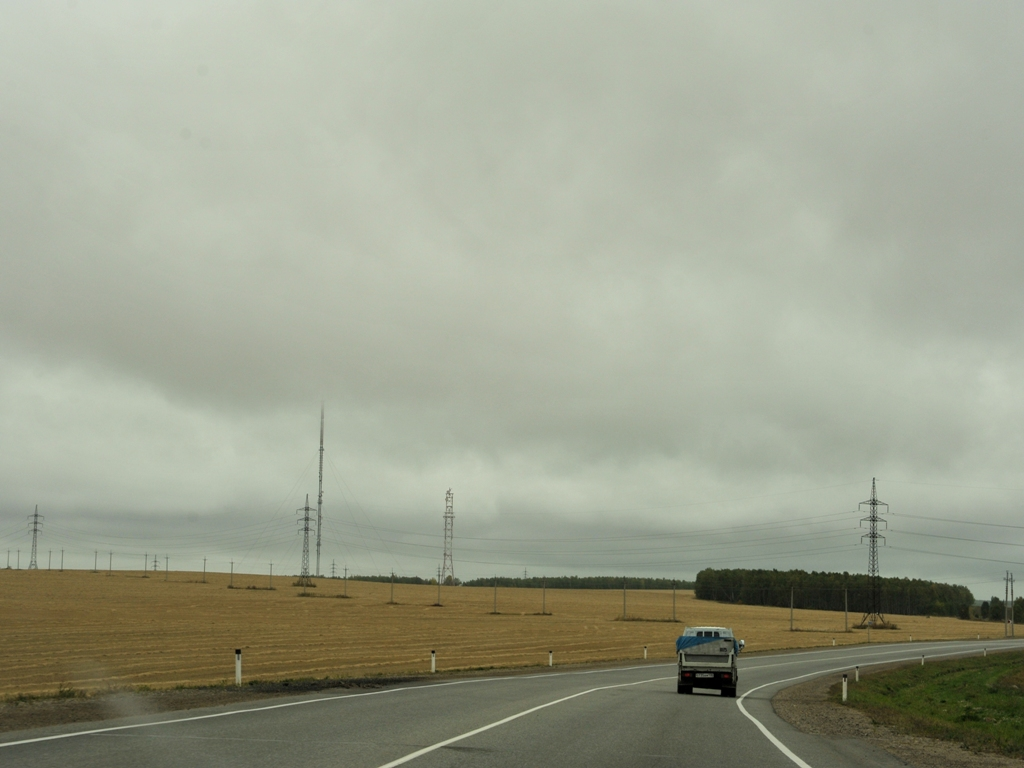
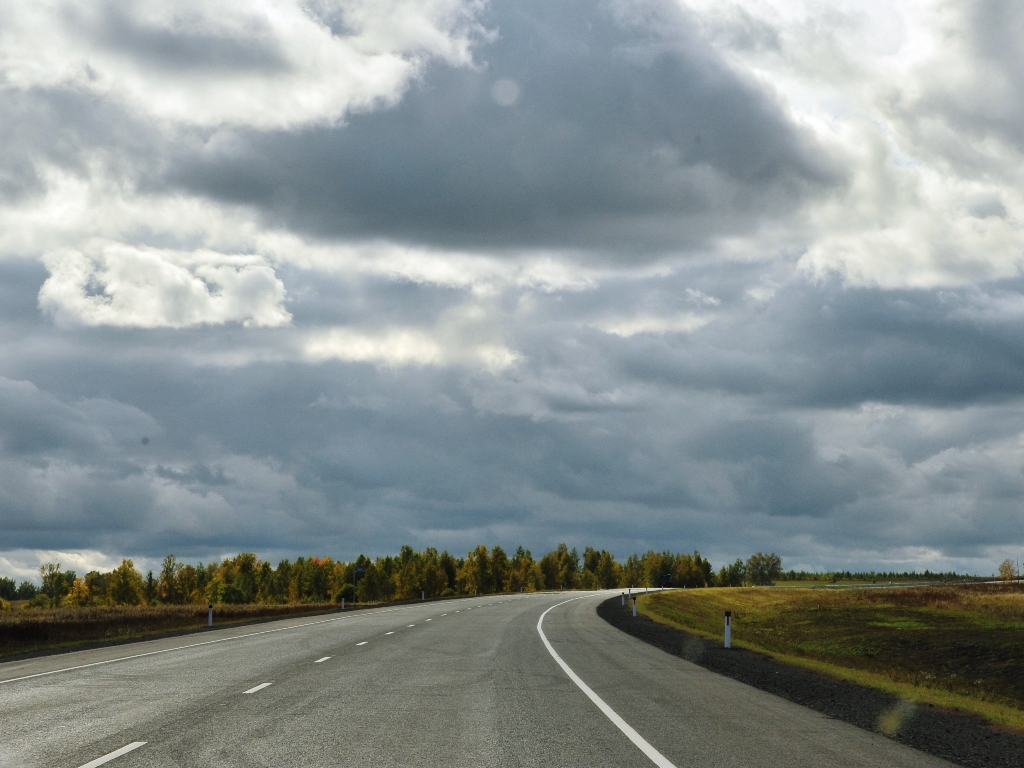
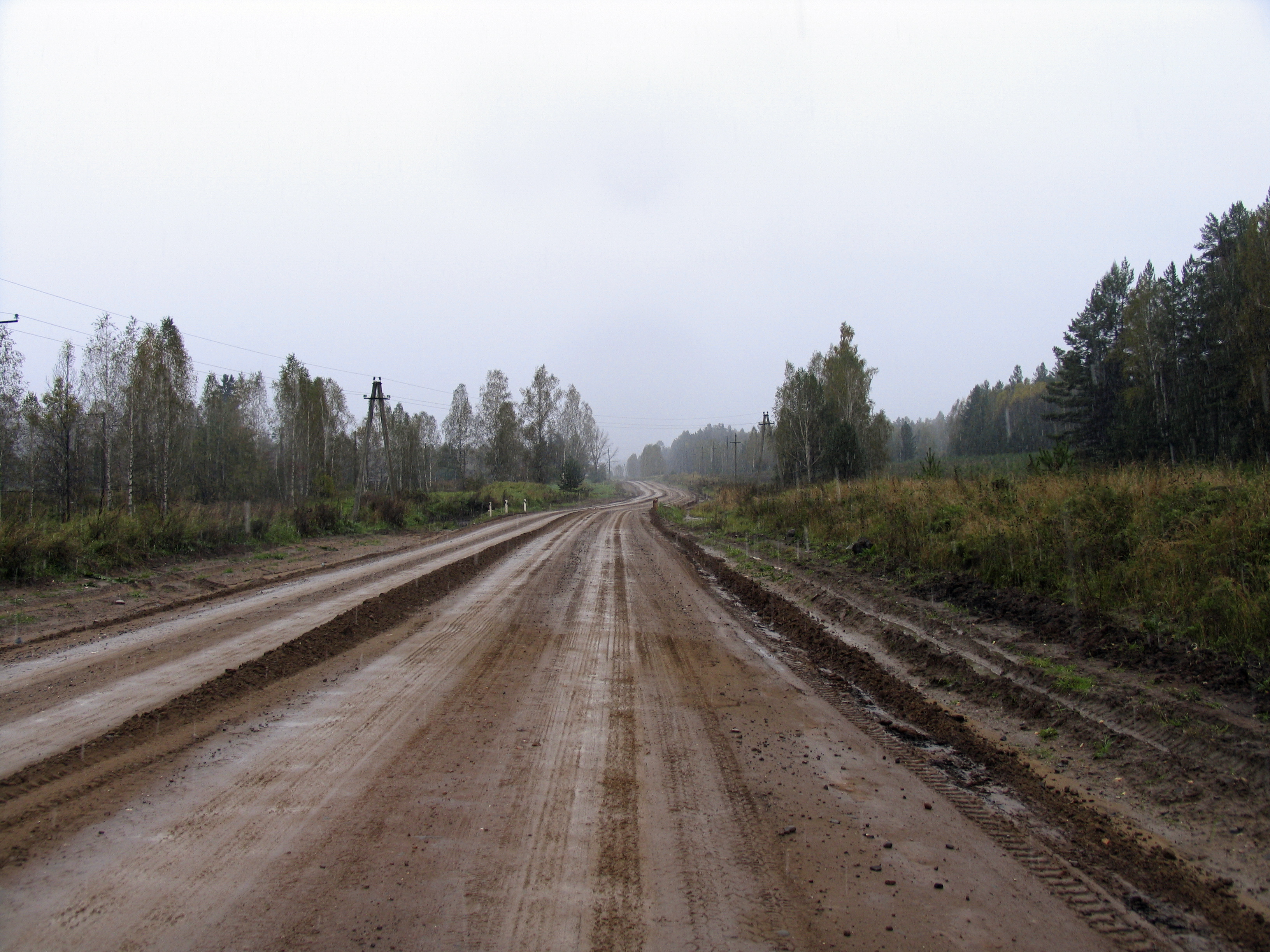
Трасса в районе Тайшета до реконструкции. 2005 год.